# Luci Plauci Vennó (cònsol 330 aC)
Luci Plauci Vennó (en llatí Lucius Plautius Venno) va ser un magistrat romà que va viure al segle iv aC. Formava part de la gens Plàucia i portava el cognomen de Vennó.
Va ser elegit cònsol l'any 330 aC juntament amb Luci Papiri Cras. Els dos col·legues van fer la guerra contra els habitants de Privernum i de Fundi, de resultats aparentment victoriosos, però segurament poc gloriosos, ja que no van obtenir el triomf.